# 신은숙
신은숙(申恩淑, 1965년 9월 26일 ~)은 대한민국의 변호사이다.

## 학력
- 송곡여자고등학교
- 이화여자대학교 행정학과 학사

## 경력
- 제46회 사법시험 합격
- 법무법인 태승 구성원변호사
- (사) 안전생활실천시민연합 법률고문 변호사
- 한국산업단지공단 서울지사 법률자문 변호사
- 아주그룹 법률고문 변호사
- KCC주식회사 법률고문 변호사
- 한국프랜차이즈협회 윤리위원
- 법률사무소 일승 대표변호사
- 법무법인 신 대표변호사

## 방송 출연
- TV로펌 법대 법 (TV조선)
- 아침마당 (KBS 1TV) (2018년 4월 26일 목요특강 출연)
- 속풀이쇼 동치미 (MBN) (2015년 9월 19일, 10월 24일)
- 이제 혼자다 (TV조선) (2024년 10월 8일 ~ )